# Ковельський район
Ковельський район (Ковельщина) — район Волинської області в Україні, утворений 2020 року. Адміністративний центр — місто Ковель. Площа — 7658,7 км² (38 % від площі області), населення — 269,6 тис. осіб (2020).
До складу району входять 23 територіальні громади.

## Історія
Район створено відповідно до постанови Верховної Ради України № 807-IX від 17 липня 2020 року.

## Громади району
| №  | Назва                            | Центр               | Населені пункти |
| -- | -------------------------------- | ------------------- | --- |
| 1  | Ковельська міська громада        | м. Ковель           | с. Білин с. Воля с. Воля-Ковельська с. Гішин с. Городилець с. Доротище с. Заріччя с. Зелена с. Клевецьк м. Ковель с. Колодниця с. Лапні с. Любче с. Ружин с. Тойкут |
| 2  | Любомльська міська громада       | м. Любомль          | с. Бірки с. Боремщина с. Вигнанка с. Вілька-Підгородненська с. Городнє с. Запілля с. Застав'є с. Красноволя с. Куснища с. Лисняки м. Любомль с. Підгороднє с. Почапи с. Скиби с. Чорноплеси |
| 3  | Голобська селищна громада        | с-ще. Голоби        | с. Байківці с. Битень с. Борщівка с. Бруховичі с. Великий Порськ с. Вівчицьк с-ще. Голоби с. Дарівка с. Діброва с. Жмудче с. Калиновник с. Майдан с. Малий Порськ с. Мар'янівка с. Новий Мосир с. Нужель с. Партизанське с. Погіньки с. Поповичі с. Радошин с. Свидники с. Солотвин с. Старий Мосир |
| 4  | Люблинецька селищна громада      | с-ще. Люблинець     | с. Довгоноси с. Калинівка с. Краснодуб'я с. Кругель с-ще. Люблинець с. Мощена с. Нові Кошари с. Старі Кошари с. Черкаси |
| 5  | Головненська селищна громада     | с-ще. Головне       | с-ще. Головне с. Гуменці с. Гупали с. Заболоття с. Заозерне с. Згорани с. Крушинець с. Масловець с. Мшанець с. Нудиже с. Сильне с. Скрипиця с. Черемошна Воля с. Ясне |
| 6  | Заболоттівська селищна громада   | с-ще. Заболоття     | с. Гута с-ще. Заболоття с. Заліси с. Тур |
| 7  | Ратнівська селищна громада       | с-ще. Ратне         | с. Береза с. Броди с. Вижично с. Височне с. Витень с. Гірники с. Годинь с. Долина с. Доманове с. Жиричі с. Здомишель с. Запоківне с. Комарове с. Конище с. Кортеліси с. Косиці с. Краска с. Млинове с. Прохід с-ще. Ратне с. Сільце с. Сільця-Млинівські с. Старостине с. Шменьки |
| 8  | Старовижівська селищна громада   | с-ще. Стара Вижівка | с. Борзова с. Брідки с. Брунетівка с. Галина Воля с. Мельники с. Мизове с. Нова Вижва с. Поліське с. Рудка с. Седлище с. Смолярі с-ще. Стара Вижівка с. Стара Гута с. Сукачі с. Хотивель с. Чевель с. Черемшанка |
| 9  | Луківська селищна громада        | с-ще. Луків         | с. Відути с. Годовичі с. Залісці с. Зілове с. Кличковичі с. Комарів с-ще. Луків с. Миляновичі с. Новосілки с. Окунин с. Перевісся с. Сомин с. Тупали с. Туровичі |
| 10 | Турійська селищна громада        | с-ще. Турійськ      | с. Блаженик с. Бобли с. Вербичне с. Волиця с. Гаруша с. Дожва с. Дольськ с. Дуліби с. Задиби с. Клюськ с. Кульчин с. Купичів с. Кустичі с. Липа с. Літин с. Ловища с. Маковичі с. Мировичі с. Мокрець с. Молодівка с. Мочалки с. Нири с. Новий Двір с. Обенижі с. Озеряни с. Оса с. Осекрів с. Осереби с. Осьмиговичі с. Охотники с. Перевали с. Пересіка с. Поляна с. Радовичі с. Растів с. Ревушки с. Свинарин с. Селець с. Серебряниця с. Серкізів с. Синявка с. Соловичі с. Ставок с. Сушибаба с. Тагачин с. Торговище с. Туличів с. Туричани с-ше. Турійськ с. Турія с. Туропин с. Чорніїв |
| 11 | Шацька селищна громада           | с-ще. Шацьк         | с. Адамчуки с. Вілиця с. Вільшанка с. Гаївка с. Голядин с. Грабове с. Залісся с. Затишшя с. Кам'янка с. Красний Бір с. Кропивники с. Кошари с. Мельники с. Омельне с. Острів'я с. Перешпа с. Пехи с. Підманове с. Піща с. Плоске с. Положеве с. Пулемець с. Прип'ять с. Пульмо с. Ростань с. Самійличі с. Світязь с. Смолярі-Світязькі с. Хомичі с. Хрипськ с-ше. Шацьк |
| 12 | с. Велицька сільська громада     | с. Велицьк          | Арсеновичі с. Велицьк с. Кашівка с. Кривлин с. Кухарі с. Мельниця с. Мирин с. Підліси с. Підріжжя с. Рудка-Миринська с. Сільце с. Угли |
| 13 | Дубівська сільська громада       | с. Дубове           | с. Бахів с. Вербка с. Городище с. Гредьки с. Дубове с. Красноволя с. Мислина с. Облапи с. Буцинь с. Секунь |
| 14 | Колодяжненська сільська громада  | с. Колодяжне        | с. Білашів с. Будище с. Волошки с. Воля-Любитівська с. Ворона с. Гончий Брід с. Грушівка с. Дроздні с. Іванівка с. Колодяжне с. Кричевичі с. Ломачанка с. Любитів с. Перковичі с. Рокитниця с. Скулин с. Стеблі с. Уховецьк с. Черемошне |
| 15 | Поворська сільська громада       | с. Поворськ         | с. Грив'ятки с. Гулівка с. Заячівка с. Козлиничі с. Луківка с. Озерне с. Пісочне с. Поворськ с. Світле с. Ситовичі с. Шкурат |
| 16 | Вишнівська сільська громада      | с. Вишнів           | с. Бабаці с. Бережці с. Вижгів с. Висоцьк с. Вишнів с. Глинянка с. Замлиння с. Коцюри с. Ладинь с. Машів с. Мосир с. Олеськ с. Приріччя с. Пустинка с. Радехів с. Римачі с. Руда с. Терехи с. Хворостів с. Чмикос с. Штунь |
| 17 | Рівненська сільська громада      | с. Рівне            | с. Борове с. Будники с. Вербівка с. Вишнівка с. Гороховище с. Гуща с. Забужжя с. Локутки с. Миловань с. Новоугрузьке с. Підлісся с. Полапи с. Рівне с. Рогові Смолярі с. Сокіл с. Старовойтове с. Столинські Смолярі |
| 18 | Велимченська сільська громада    | с. Велимче          | Велимче с. Датинь с. Дошне с. Запілля |
| 19 | Забродівська сільська громада    | с. Заброди          | с. Адамівка с. Видраниця с. Вужиськ с. Заброди с. Задолина с. Заіванове с. Залюття с. Замшани с. Зоряне с. Лучичі с. Мельники-Річицькі с. Окачеве с. Підгір'я с. Піски-Річицькі с. Поступель с. Річиця с. Щедрогір с. Якушів |
| 20 | Самарівська сільська громада     | с. Самари           | с. Березники с. Боровуха с. Бродятине с. Головище с. Залисиця с. Залухів с. Занивське с. Заприп'ять с. Козовата с. Мале Оріхове с. Межисить с. Під'язівні с. Почапи с. Самари с. Самари-Оріхові с. Теребовичі с. Хабарище с. Щитинська Воля с. Язавні |
| 21 | Дубечненська сільська громада    | с. Дубечне          | с. Глухи с. Дубечне с. Залюття с. Кримне с. Любохини с. Лютка с. Мокре с. Рокита с. Текля с. Яревище |
| 22 | Сереховичівська сільська громада | с. Сереховичі       | Грабове с. Комарове с. Ниці с. Нова Воля с. Сереховичі с. Синове с. Соколище с. Солов'ї с. Підсинівка с. Мильці с. Шкроби |
| 23 | Смідинська сільська громада      | с. Смідин           | с. Журавлине с. Кукуріки с. Лісняки с. Паридуби с. Рудня с. Смідин с. Сьомаки с. Зачернеччя с. Біличі с. Високе |

Раніше територія району входила до складу Ковельського (1940—2020), Любомльського, Ратнівського, Старовижівського, Турійського, Шацького районів, ліквідованих тією ж постановою.

## Передісторія земель району
Перші люди прибули на територію сучасного Ковельського району в кам'яну добу. Вони належали до фінських племен[неавторитетне джерело]. Ковельський район розташований в особливій поліській зоні — по обох берегах Прип'яті. Значна частина цієї площі понижена. У давнину, особливо в «вологі роки», в багатьох місцях пройти було практично неможливо. Тому первісні люди селилися в основному над озерами, річками або болотами в високих піщаних і сухих місцях. Такі дюни відомі біля озер Тур, Самари, сіл Хабарище, Залухів інших. Тут були виявлені стоянки післяльодовикового періоду, епохи неоліту, мідної доби і поселення епохи бронзи.
Тубільним населенням цієї місцевості довгий час були балтські та фінські племена. Приблизно коло 250 р. н. е. їх почали асимілювати слов'яни.
У X—XII століттях територія сучасного району входила до складу Київської Русі. У другій половині ХІІ ст. землі увійшли до Волинського, а в 1199 році — до Галицько-Волинського князівства.
Із 1340 року Ковельщина відійшла під владу Литви, а після Люблінської унії 1569 року — Польщі. Після Люблінської унії 1569 року шляхетська Польща захоплює всю Волинь і створює Волинське воєводство, де проводить політику національного і релігійного пригноблення.
Під час визвольної війни під проводом Богдана Хмельницького на Ковельщині діяв об'єднаний загін повсталих селян і міщан на чолі з Колодкою.
З другим поділом Польщі 1793 року частина Східної Волині відійшла до складу Російської імперії, а в 1795 році, після третього поділу, — вся Західна Волинь увійшла до Росії. Була утворена Волинська губернія.
Під час Революції 1917—1920 років Ковель п'ять разів йшов рука об руку між ворогуючими сторонами. Однак українська влада Ковеля проіснувала недовго. З середини вересня 1920 року польські війська окупували місто. Ковель став округом Волинського воєводства Польської держави.
4 грудня 1939 р була утворена Волинська область, в яку увійшли Ковельська область (17 січня 1940 р — район) та її центр в Ковелі. На референдумі 1 грудня 1991 92 % виборців проголосувало за відновлення незалежності України.